# Michael McCarthy (ciclista)
Michael Brian McCarthy (conocido como Mike McCarthy; Nueva York, 20 de junio de 1968) es un deportista estadounidense que compitió en ciclismo en la modalidad de pista, especialista en las pruebas de persecución.
Ganó dos medallas en el Campeonato Mundial de Ciclismo en Pista, oro en 1992 y bronce en 1990.
Participó en dos Juegos Olímpicos de Verano, en la prueba de persecución por equipos, ocupando el noveno lugar en Seúl 1988 y el sexto lugar en Atlanta 1996.

## Medallero internacional
| Campeonato Mundial | Campeonato Mundial | Campeonato Mundial | Campeonato Mundial         |
| Año                | Lugar              | Medalla            | Competición                |
| ------------------ | ------------------ | ------------------ | -------------------------- |
| 1990               | Maebashi (Japón)   | Medalla de bronce  | Persecución individual (A) |
| 1992               | Valencia (España)  | Medalla de oro     | Persecución individual (P) |